# Васильево (Башкортостан)
Васильево (баш. Васильөв) — деревня в Калтасинском районе Республики Башкортостан Российской Федерации. Входит в состав Тюльдинского сельсовета. 

## География

### Географическое положение
Расстояние до:
- районного центра (Калтасы): 14 км,
- центра сельсовета (Тюльди): 15 км,
- ближайшей ж/д станции (Янаул): 82 км.

## Население
| 2002 | 2009 | 2010 |
| ---- | ---- | ---- |
| 31   | ↗39  | ↘31  |

Национальный состав
Согласно переписи 2002 года, преобладающая национальность — марийцы (100 %).